# On Her Shoulders
Pour plus de détails, voir Fiche technique et Distribution.
On Her Shoulders est un film documentaire et biographique américain réalisé par Alexandria Bombach et sorti en 2018. 
Le film est consacré à Nadia Murad Basee Taha (en arabe : نادية مراد), née en 1993 à Kocho, un village près de Sinjar en Irak, une activiste irakienne des droits de l'homme issue de la communauté yézidie et qui fut victime d'esclavage sexuel alors qu'elle était capturée par Daech.

## Synopsis
Après avoir survécu, en 2014, au génocide des Yézidis, une minorité religieuse historiquement persécutée et sans voix du nord de l'Irak, et avoir échappé à l'esclavage sexuel imposé par l'État islamique (Daech), Nadia Murad, alors âgée de 23 ans, témoigne devant le Conseil de sécurité des Nations unies et devient soudainement le visage des Yazidis. 
Malgré son désir d'une vie normale loin des projecteurs, Nadia Murad prend le rôle d'une militante dans l'espoir d'arrêter le génocide en cours et de traduire les commandants de l'État islamique en justice. Nadia Murad est nommée le 16 septembre 2016 Ambassadrice de bonne volonté de l'Office des Nations unies contre la drogue et le crime (ONUDC) pour la dignité des survivants de la traite des êtres humains.

## Fiche technique
- Titre original : On Her Shoulders
- Titre français : On Her Shoulders
- Réalisation : Alexandria Bombach
- Scénario :
- Photographie : Alexandria Bombach
- Montage : Alexandria Bombach
- Musique : Patrick Jonsson
- Pays d'origine : États-Unis
- Langue originale : anglais
- Format : couleur
- Genre : documentaire
- Durée : 94 minutes
- Dates de sortie :
  - États-Unis : 20 janvier 2018 (Festival du film de Sundance)
  - Belgique : 20 juin 2018 (Ciné ONU à Bruxelles)

## Distribution
- Nadia Murad : elle-même
- Amal Clooney : elle-même